# 測量科
測量科（そくりょうか）は、高等学校や専修学校の学科や、職業能力開発促進センターの普通職業訓練短期課程にある訓練科。

## 設置する教育訓練施設

### 専修学校
- 中央工学校
- 東海工業専門学校金山校
- 国土建設学院

### 高等学校
- 山口県立柳井工業高等学校
- 山口県立柳井商工高等学校